# 'Ndrina Serraino
(P.M Giuseppe Lombardo nel processo "Gotha Cupola delle Cupole")
I Serraino sono una potente 'ndrina di Cardeto, Santo Stefano in Aspromonte e Reggio Calabria. Hanno il monopolio dalla zona di Cardeto e Gambarie fino ad arrivare al quartiere San Sperato di Reggio Calabria. Sarebbero anche influenti nell'aria Catanzarese, Vibonese e Crotonese da almeno metà secolo. Ma hanno collegamenti molto radicati anche a Milano, dove si sono svolte le operazioni Belgio 1, Belgio 2 e Belgio 3 che li vedevano coinvolti insieme ad altre cosche, tra cui i Di Giovine e i Musolino. Secondo gli inquirenti sarebbero stati sino agli inizi degli anni 2000 la famiglia più ricca e potente del capoluogo Lombardo. In Italia oltre la Calabria sarebbero con una presenza asfisiante in circa il 50 percento di tutte le regioni italiane. All'estero invece sarebbero presenti in 4 continenti e più di una decina di nazioni, di cui: Belgio, Canada, Bolivia, Francia, Stati Uniti d'America, Germania, Svizzera, Marocco, Libia e Siria. Le loro molteplici attività illecite vanno dalla droga alle armi.

## Storia
(Sentenza processo Epilogo)

### XIX Secolo - Origini
La 'ndrina nasce nel comune di Santo Stefano in Aspromonte per conto del padre e dello zio del brigante Giuseppe Musolino attorno al XIX Secolo, come parte di una più ampia associazione criminale chiamata "picciotteria" l'odierna 'ndrangheta; formata inizialmente dalle famiglie Musolino, Caligiuri, Serraino, Zoccali e Filastò, questa organizzazione contava già allora più di 166 affiliati.

### 1890 - Giuseppe Musolino "U 're i l'Asprumunti", l'arresto, l'evasione e la faida con gli Zoccali
La storia del "Brigante Musolino" inizia il 28 ottobre 1897 quando scoppia una rissa rusticana nell'osteria della Frasca, a Santo Stefano in Aspromonte, per una partita di nocciole: da un lato Musolino e Antonio Filastò, dall'altro i fratelli Vincenzo e Stefano Zoccali, oltre ad un loro compagno. Una rissa come tante: ma il giorno dopo in una stalla (dove viene trovato il berretto di Musolino) qualcuno spara a Vincenzo Zoccali, che rimane ferito. Intervengono i carabinieri, che arrestano il Filastò ed un tale Nicola Travia. Bussano alla casa di Musolino, ma non lo trovano, perché è scappato. Di lì a sei mesi però Musolino viene arrestato e poi processato a Reggio Calabria per tentato omicidio. Il 24 settembre 1898, al processo davanti alla Corte d'assise di Reggio Calabria, nonostante le prove portate da Musolino, non furono smentite le false testimonianze di Rocco Zoccali e Stefano Crea, che affermarono di averlo sentito adirato per il bersaglio fallito. Il 28 settembre la sentenza fu di 21 anni di carcere. Sempre proclamatosi innocente, giura vendetta in caso di evasione.
Alle ore 3:30 del 9 gennaio 1899 riesce a fuggire dal carcere di Gerace insieme ai suoi compagni Giuseppe Surace, Antonio Filastò e Antonio Saraceno e inizia la sua vendetta.
Commette una serie di omicidi contro tutti quelli che l'hanno accusato e tradito, nascondendosi poi tra le montagne, nei boschi, e persino nei cimiteri, godendo dell'appoggio della gente del posto, sia contadini, caprari e gente benestante, che lo vede come simbolo dell'ingiustizia in cui la Calabria allora versava. Negli anni della faida commete ben 9 omicidi e 6 tentati omicidi e tenta di distruggere con la dinamite la casa dei Zoccali, famiglia perdente dalla faida che deve trasferirsi nella Provincia di Catanzaro per sfuggire alla totale sterminazione.

### 1900 - Joe Musolino e il trasferimento da Santo Stefano al continente Americano
All'inizio del Novecento il primo boss arrivato alle cronache era un certo "Joe Musolino" detto "L'americanu" cugino del più noto brigante Giuseppe Musolino, originario di Santo Stefano in Aspromonte ed iniziato alla "picciotteria" nel 1896. Nel 1901, ricercato dalle forze dell'ordine fugge a Niagara Falls, nello stato di New York dove apre un ristorante ed inizia attività estorsive. Col tempo allunga gli affari nello stato di New York dove si lega anche con le famiglie di Cosa nostra statunitense.

### Anni '60 - Trasferimento a Milano
Nel 1963 Francesco Serraino, Alessandro Serraino, Domenico Serraino, Filippo Serraino, Demetrio Serraino e la sorella Maria Serraino, sposata con Rosario Di Giovine, si trasferiscono a Milano, in piazza Prealpi.

### Anni '70 - Omicidio Giorgio De Stefano, Alleanza con i Piromalli, La Santa e lo strapotere di Don Ciccio Serraino e Rocco Musolino
Agli inizi degli anni '70 la 'Ndrangheta capisce che doveva evolversi da organizzazione agro-pastorale ad organizzazione imprenditoriale tramite la massoneria deviata. Nasce così l'idea di formare La Santa, una struttura che permetteva l'ingresso nel mondo politico e massonico. Le famiglie che permisero questo furono i De Stefano, i Piromalli, i Musolino, i Serraino, i Nirta, i Barbaro e gli Alvaro.
Nel 1974 scoppia la Prima guerra di 'ndrangheta che vede contrapposta la vecchia alla nuova mafia, che terminerà solo dopo 3 anni e più di 300 morti. Alla fine della guerra la famiglia vincente, quella dei De Stefano capitanata da Giorgio aumentava in modo spaventoso il suo potere. In questo periodo storico ci fu un'alleanza tra la famiglia Serraino e la famiglia Piromalli per progettare l'uccisione De Stefano. In modo da evitare che i De Stefano diventassero la 'ndrina egemone calabrese. Giorgio De Stefano fu attirato a trappola e poi freddato il 7 novembre 1977 a Santo Stefano in Aspromonte.
Alla fine degli anni '70 in Aspromonte si forma una struttura denominata "Triade" per avere al meglio il pieno controllo di tutta la montagna. Sia Francesco Serraino che Rocco Musolino ne fecero parte, perché "assumevano uno strapotere rispetto alle altre famiglie e i loro capi."

### Anni '80 - Seconda guerra di 'ndrangheta
Durante la seconda guerra di 'ndrangheta si schierano con i Condello-Imerti-Rosmini.
Il 23 aprile 1986 Francesco Serraino viene ucciso insieme a suo figlio Alessandro.
Fu ritenuto responsabile dell'omicidio di Giorgio De Stefano, ai tempi capo dei De Stefano, alla fine della prima guerra di 'Ndrangheta.
L'eliminazione in ospedale di Don Ciccio Serraino e del figlio, considerata dai De Stefano una delle offensive più dimostrative di sempre in quanto annunciata nella sua ineluttabilità, si rivelerà però un errore fatale. Al comando della 'Ndrina passeranno i fratelli Paolo e Domenico, che dopo l'agguato subito entrarono in guerra al fianco dei Condello, qualificando con la forza militare e delle armi il proprio determinante contributo. I Serraino infatti metterano a disposizione interi arsenali da guerra.

### Anni '90 - Il traffico internazionale di droga, l'operazione Belgio, il processo Olimpia, la commissione e la creazione dei Basilischi
A Milano iniziano a creare insieme ai Di Giovine, capeggiati da Maria Serraino e da suo figlio Emilio Di Giovine, una grande organizzazione per il traffico di droga. Diventando così la famiglia che intasse più affari in tutta la Lombardia, riuscendo a vendere fino a settanta chili di Cocaina a settimana solamente a Milano. Nel 1993 Rita Di Giovine, affiliata alla cosca, viene arrestata per traffico di sostanze stupefacenti. Trafficava con pasticche di ecstasy ed eroina e armi, da quelle comuni a missili anticarro (da usare nella guerra di 'ndrangheta di allora). Nel miglior periodo, in collaborazione con la sua famiglià, arrivò a importare 150 kg di eroina alla settimana. Dopo l'arrestò testimoniò contro la sua stessa famiglia.
Nel 1991 data della pax mafiosa a fine della seconda guerra di 'ndrangheta si decide di creare una commissione simile a quella siciliana con tutti i più importanti boss della 'ndrangheta. Sia Paolo che Domenico Serraino diventarono membri importanti della commissione.
Nel 1994 nella città di Potenza un giovane criminale di nome Giovanni Luigi Cosentino soprannominato “faccia d'angelo, ha l'intuizione di riunire tutte le famiglie malavitose operanti nella zona per creare una propria organizzazione in Basilicata. "Faccia D'Angelo" si rivolgerà alla famiglia Pesce di Rosarno e alla famiglia Serraino di Cardeto per avere il loro appoggio e il permesso. Sia i Serraino che i Pesce acconsentirono, così da essere ancora oggi le famiglie a capo dell'organizzazione dei Basilischi.
Nel 1994 l'operazione Belgio porta in carcere 90 esponenti della cosca Di Giovine-Serraino. A fare scattare le indagini è la confessione di Rita Di Giovine, sorella del boss Emilio: si era trasferita con la madre e i fratelli a Milano nel 1966. Fu la madre con il figlio maggiore Emilio a mettere in piedi una centrale per il traffico di eroina, guidata dal figlio maggiore Emilio. Nel 1995, dopo 9 anni di latitanza, viene arrestato il boss della cosca Paolo Serraino detto "Lu re" e viene condannato a 3 ergastoli. Gli vengono sequestrati beni del valore di 500.000 € insieme al fratello Domenico.
Il 2 giugno 1998 scatta quello che era allora il più importante è grande processo alla 'ndrangheta con più di 284 persone imputate derivanti dalle più potenti famiglie mafiose del reggino. Tra cui i capi storici e apicali della cosca Serraino. 6000 pagine e 25 mila allegati costituirono l'informativa di reato della Direzione Investigativa di Reggio Calabria che hanno portato al sequestro di beni per un valore di 150 milioni di Euro.

### Anni 2000 - L'operazione Bless
Il 26 luglio 2007 con l'operazione Bless dei carabinieri vengono arrestate 24 persone tra cui presunti esponenti della cosca Serraino.

### Anni 2010 - L'operazione Araba Fenice, il processo Epilogo, il sequestro a Rocco Musolino, lo sciopero della fame e le sentenze del Tribunale di Reggio Calabria
(Pentito Fregona)
Nel settembre del 2010 scatta l'operazione Epilogo che vede portare più di 22 arresti da parte della cosca Serraino, di cui alcuni componenti apicali. Operazione di rilievo per lo stato italiano perché finalmente si risolve il fatto avvenuto nel 2008 delle bombe nel tribunale di Reggio Calabria.
Il 9 giugno 2011 scatta l'operazione "SMS 2010" che vede smantellata un'organizzazione inedita al narcotraffico con esponenti di spicco legati ai Serraino, capaci di importare fiumi di droga dal Sud America.
Il 3 aprile 2013 avviene il famoso "sciopero della fame" a Reggio Calabria a cui il tribunale incolpa la cosca Serraino per aver alimentato il suddetto sciopero. Considerandola "una cosca non come le altre, ma sanguinaria, violenta, scaltra e furba."
Il 6 novembre 2013 la Guardia di Finanza di Reggio Calabria conclude l'operazione Araba Fenice che ha portato all'esecuzione di 47 ordinanze di custodia cautelare a Reggio Calabria. Sono accusati di associazione mafiosa, trasferimento fraudolento di beni, attività finanziaria abusiva, corruzione e peculato. Hanno inoltre sequestrato 14 società e beni del valore di 90 milioni di euro. I "colletti bianchi" arrestati sarebbero riconducibili alle famiglie Rosmini, Latella, Serraino, Audino e Nicolò.
A luglio 2015 si conclude un'operazione congiunta della DIA e dei carabinieri che pone sottosequestro tutti i beni del capo-locale di Santo Stefano in Aspromonte Rocco Musolino e affiliato ai Serraino del valore di 150 milioni di euro.
Il 15 luglio 2015 il tribunale di Reggio Calabria grazie anche alla testimonianza del collaboratore di giustizia Consolato Villani. Emette una sentenza sul fenomeno dell'influenza della cosca nell'organizzazione, considerandola come "una 'ndrina apicale che non prende ordini da nessuno" oltre a esserne "la più sanguinaria di tutte".
Nel 2019 si viene a conoscenza di un'organizzazione criminale minorile molto ben strutturata legata al clan Serraino, con radici in Calabria ma con propaggini in diverse regioni d'Italia, soprattutto a Milano. A guidare questa organizzazione secondo alcuni pentiti sarebbe un affiliato nonché parente della cosca (Nicola M.) soprannominato "U Signurinu".

### Anni 2020 - Le Operazioni Pedigree, la locale in Val di Cembra e locale di Gallico
- 9 luglio 2020: Operazione Pedigree contro i Serraino e i Libri[13][14].
- 15 ottobre 2020: Operazione Pedigree 2 contro i Serraino[15].

Il 15 ottobre 2020 si conclude la prosecuzione dell'operazione Pedigree 2.
Il 15 ottobre 2020 si conclude l'operazione Perfido in cui vengono arrestate 19 persone indagate a vario titolo di far parte di un locale di 'ndrangheta con centro a Lona-Lases in val di Cembra legata al settore del porfido e accusate di voto di scambio, detenzione illegale di armi e riduzione in schiavitù. Il Locale sarebbe composto da membri dei Serraino, Paviglianiti e Iamonte.
A capo dell'organizzazione ci sarebbe Innocenzio Macheda dei Serraino, in Trentino all'inizio degli anni '80. l'ex consigliere comunale di Lona-Lases e Giuseppe Battaglia, assessore comunale dal 2005 al 2010 con competenza sulle cave di porfido.
Durante le indagini sono state anche registrate operazioni e/o tentate operazioni di riciclaggio: il 13 aprile 2018 nel quartiere San Basilio a Roma, Domenico Morello braccio destro di Macheda si incontra con Antonino Paviglianiti e Giuseppe Crea per far sparire dei soldi provenienti dalla Libia e anche dei soldi provenienti da Napoli legati alla vendita di benzina.
L'11 novembre 2020 Il capobastone Maurizio Cortese, già condannato nel processo "Epilogo" e indagato nel processo "Pedigree", decide di pentirsi.
Il 20 giugno 2022 con l'inchiesta "All in 2" si certifica la supremazia della cosca Serraino anche nel locale di Gallico.
Nell'estate del 2024 si verifica un presunto tentato omicidio (non riconosciuto tale dalla cassazione) avvenuto in Aspromonte. A sparare secondo le carte sarebbe un parente della cosca identificato come Nicola M. (U Signurinu)

## Esponenti di rilievo
- Giuseppe Musolino (Santo Stefano in Aspromonte, 24 settembre 1876 - Reggio Calabria, 22 gennaio 1956), detto "U re i l'Asprumunti" conosciuto a livello nazionale e internazionale come uno dei briganti più famosi. Considerato come il Patriarca di tutta la 'ndrangheta nonché nel suo periodo il numero 1 di tutti quanti.
- Joe Musolino, detto "L'americanu" fu uno dei primi boss arrivati alla cronaca internazionale. Descritto come il boss che importo la 'ndrangheta nel continente Americano.
- Francesco Serraino (1929 - 1986), detto "il boss della montagna". Considerato come uno dei boss più importanti e potenti della sua epoca, si diceva che "non si muoveva foglia se non per sua volontà". Assassinato nel 1986[22] in una stanza dell'Ospedale di Reggio Calabria, dove era ricoverato per problemi di salute, insieme al figlio Alessandro.
- Paolo Serraino (Cardeto, 21 marzo 1942), detto "Lu Re" boss indiscusso dopo la morte di Francesco Don Ciccio Serraino, nonché fratello, arrestato nel 1995[22]. Ordinò l'omicidio di Lodovico Ligato. Fu uno dei protagonista della seconda guerra di 'ndrangheta nonché uno dei suoi più importanti e potenti boss della storia. Attualmente detenuto deve scontare una pena di ben 3 ergastoli.
- Domenico Serraino, detto "Don Mico" storico componente apicale della cosca arrestato anch'egli nel 1995 insieme al fratello Paolo[22]. Fu uno dei più importanti componenti della neonata-commissione.
- Demetrio Serraino (1940 - 1988), cugino di Don Ciccio, fu uno dei più importanti membri di tutta la 'ndrangheta in Lombardia. Ucciso quando si trovava dal barbiere, il 12 ottobre 1988 a Reggio Calabria[23].
- Filippo Serraino, con un ruolo apicale all'interno della cosca fu uno delle principali menti durante la seconda guerra di 'ndrangheta, nonché uno dei principali trafficanti d'armi a livello internazionale.
- Rocco Musolino (Santo Stefano in Aspromonte, 1927 - Santo Stefano in Aspromonte, 12 giugno 2015), detto "Re Saggio" sarebbe stato per decenni a capo del locale di Santo Stefano in Aspromonte[24] e legato ai Serraino. Secondo il pentito Antonino Rodà sarebbe stato anche un importantissimo imprenditore aspromontano del settore boschivo e, secondo molti pentiti tra cui Filippo Barreca, un uomo di spicco e di massimo rispetto di tutti e tre i mandamenti 'ndranghetistici e con una dote superiore al Vangelo in virtù anche dei suoi collegamenti massonici e politico-istituzionali; sarebbe stato capace di influire sull'esito dei processi giudiziari, ma fino alla sua morte uscì sempre indenne da tutte le accuse nei suoi confronti. Solamente un mese dopo la sua morte, grazie a un'indagine della DIA e dei carabinieri sono stati posti sotto sequestro tutti i suoi beni del valore di 150 milioni di euro. Nel 2008, mentre era in auto fu leggermente ferito da un killer. Di seguito fu intercettato in una conversazione con Domenico Alvaro, il quale diceva: "Io non voglio sapere chi è stato, mi basta che lo sappia tu"[12][25].
- Maria Serraino, detta "Mamma Eroina" o "La Signora" considerata la matrona di tutta la 'ndrangheta. Fu il primo caso del fenomeno di una donna a capo di un'organizzazione criminale in Italia.
- Demetrio Serraino, ultimo dei 4 fratelli "re" Serraino. Descritto come un boss intelligente, riservato e pacato, è stato arrestato nell'operazione "Olimpa" avvenuta nel 2008 e scarcerato dopo 12 anni nel 2020. Considerato come il boss supremo dei Serraino. È il punto di collegamento intergenerazionale fra la vecchia e la nuova 'ndrangheta.
- 'Antonio Serraino detto ''Don Nino'' figlio di Domenico considerato come un'espressione con un ruolo molto rilevante all'interno della cosca Serraino. Descritto come un boss con un enorme potere decisionale, molto riservato e pieno di appoggi politici-massonici.
- Alessandro Serraino, detto "Lisciandro" figlio di Domenico con un ruolo di spicco all'interno della 'ndrina. Descritto come un boss d'altri tempi e secondo i pentiti uno dei pochissimi capi a godere del rispetto e l'ammirazione dei personaggi di spicco di tutti i e 3 mandamenti ndranghetistici.

## Televisione
- Lady 'Ndrangheta - Documentario Sky TG24 del 6 marzo 2015 di Beatrice Borromeo[26][27].
- Legami di sangue - 25ª puntata andata in onda il 29 luglio 2021 del docu-reality Cose nostre.
- Bang Bang Baby (2022), serie TV prodotta da Prime Video, liberamente ispirata al libro autobiografico L'intoccabile (2012) di Marisa Merico.